# Ilha Zavodovski
A Ilha Zavodovski é uma ilha desabitada situada na extremidade norte do arquipélago das Ilhas Sandwich do Sul, parte do território britânico ultramarino das Ilhas Geórgia do Sul e Sandwich do Sul, próximo da Antártida. A ilha foi descoberta e nomeada pela expedição imperial russa de Bellingshausen e Lazarev em dezembro de 1819.
A ilha formou-se por causa do vulcão ainda ativo do Monte Curry, elevando-se a 551 m.
Desde 1995 que o Departamento Meteorológico Sul-africano, com permissão britânica, mantém uma estação meteorológica automática na ilha desabitada.